# SEAT Toledo
Seat Toledo je automobil nižší střední třídy, který vyrábí od roku 1991 až do současnosti španělská automobilka Seat.

## Mk1 (Typ 1L, 1991–1999)
Vůz se vyráběl v letech 1991–1998. Byl prvním Seatem pod koncernem Volkswagen. Vyráběl se jako pětidveřový liftback na podvozku Volkswagenu Golfu druhé generace. V roce 1996 prošel faceliftem. Díky praktické karoserii měl zavazadlový prostor o objemu 550 litrů přístupný velkými výklopnými pátými dveřmi.
| Motor      | Objem    | Válců | Palivo | Výkon                                    | Kroutící moment                       | Kód motoru  | 0–100 km/h | Maximální rychlost | Produkce  |
| 1.6        | 1595 cm³ | 4     | Benzín | 52 kW (71 PS; 70 hp) @ 5,200 rpm         | 124 N·m (91 lb·ft) @ 2,750 rpm        | 1F          | 13.3 sec   | 170 km/h           | 1991–1994 |
| 1.6        | 1595 cm³ | 4     | Benzín | 55 kW (75 PS; 74 hp) @ 5,200 rpm         | 132 N·m (97 lb·ft) @ 2,600 rpm        | 1F,ABN,EZ   | 13.2 sec   | 170 km/h           | 1991–1994 |
| 1.6        | 1595 cm³ | 4     | Benzín | 55 kW (75 PS; 74 hp) @ 5,500 rpm         | 125 N·m (92 lb·ft) @ 2,600 rpm        | 1F          | 13.3 sec   | 170 km/h           | 1994–1999 |
| 1.6        | 1595 cm³ | 4     | Benzín | 74 kW (101 PS; 99 hp) @ 5,800 rpm        | 140 N·m (103 lb·ft) @ 3,500 rpm       | AFT         | 11.3 sec   | 188 km/h           | 1996–1999 |
| 1.8        | 1781 cm³ | 4     | Benzín | 65 kW (66 kW) (90 PS; 89 hp) @ 5,250 rpm | 142 N·m (105 lb·ft) @ 3,000 rpm       | RP          | 12.0 sec   | 182 km/h           | 1991–1993 |
| 1.8        | 1781 cm³ | 4     | Benzín | 66 kW (90 PS; 89 hp) @ 5,500 rpm         | 145 N·m (107 lb·ft) @ 2,500 rpm       | ADZ,ACC,ABS | 12.0 sec   | 182 km/h           | 1993–1999 |
| 1.8 16V    | 1781 cm³ | 4     | Benzín | 94 kW (128 PS; 126 hp) @ 6,000 rpm       | 160 N·m (118 lb·ft) @ 4,500 rpm       | PL          | 9.4 sec    | 202 km/h           | 1991–1994 |
| 1.8 16V    | 1781 cm³ | 4     | Benzín | 98 kW (133 PS; 131 hp) @ 6,100 rpm       | 160 N·m (118 lb·ft) @ 4,500–5,500 rpm | KR          | 9.4 sec    | 202 km/h           | 1991–1992 |
| 1.8 16V    | 1781 cm³ | 4     | Benzín | 102 kW (139 PS; 137 hp) @ 6,100 rpm      | 168 N·m (124 lb·ft) @ 4,600 rpm       | KR          | 8.8 sec    | 208 km/h           | 1991–1992 |
| 2.0        | 1984 cm³ | 4     | Benzín | 85 kW (116 PS; 115 hp) @ 5,400 rpm       | 166 N·m (122 lb·ft) @ 3,200 rpm       | 2E,AGG      | 10.5 sec   | 196 km/h           | 1991–1999 |
| 2.0 16V    | 1984 cm³ | 4     | Benzín | 110 kW (150 PS; 148 hp) @ 6,000 rpm      | 180 N·m (130 lb·ft) @ 4,600 rpm       | ABF         | 8.2 sec    | 215 km/h           | 1994–1999 |
| 2.0 BRM180 | 1984 cm³ | 4     | Benzín | 134 kW (183 PS; 180 hp) @ 6,500 rpm      | 220 N m (163 lb ft) @ 5,240 rpm       | 9A          | 6.8 sec    | 220 km/h           | 1991      |
| 1.9 D      | 1896 cm³ | 4     | Diesel | 47 kW (64 PS; 63 hp) @ 4,400 rpm         | 124 N·m (91 lb·ft) @ 2,000–3,000 rpm  | 1Y          | 17.9 sec   | 158 km/h           | 1991–1994 |
| 1.9 D      | 1896 cm³ | 4     | Diesel | 50 kW (68 PS; 67 hp) @ 4,400 rpm         | 127 N·m (94 lb·ft) @ 2,200–2,600 rpm  | 1Y          | 16.5 sec   | 165 km/h           | 1994–1999 |
| 1.9 TD     | 1896 cm³ | 4     | Diesel | 55 kW (75 PS; 74 hp) @ 4,200 rpm         | 150 N·m (111 lb·ft) @ 2,400–3,400 rpm | AAZ         | 14.9 sec   | 171 km/h           | 1991–1997 |
| 1.9 TDI    | 1896 cm³ | 4     | Diesel | 66 kW (90 PS; 89 hp) @ 4,000 rpm         | 202 N·m (149 lb·ft) @ 1,900 rpm       | 1Z, AHU     | 13.1 sec   | 180 km/h           | 1995–1999 |
| 1.9 TDI    | 1896 cm³ | 4     | Diesel | 81 kW (110 PS; 109 hp) @ 4,150 rpm       | 235 N·m (173 lb·ft) @ 1,900 rpm       | AFN         | 11.2 sec   | 193 km/h           | 1996–1999 |
| ---------- | -------- | ----- | ------ | ---------------------------------------- | ------------------------------------- | ----------- | ---------- | ------------------ | --------- |

## Mk2 (Typ 1M, 1998–2004)
Vyráběla se v letech 1999 až 2004. Oproti první generaci prošla výrazným vývojem. Nyní má karoserii typu sedan. V rámci koncernu Volkswagen vyplňoval mezeru mezi vozy Volkswagen Passat a Škoda Octavia. Byl kladně hodnocen díky široké nabídce motorů a dobrému dílenskému zpracování. Design navrhl Giorgetto Giugiaro. Tentokrát používal základ z Golfu čtvrté generace. Z vozu byl odvozen sportovnější model Léon.

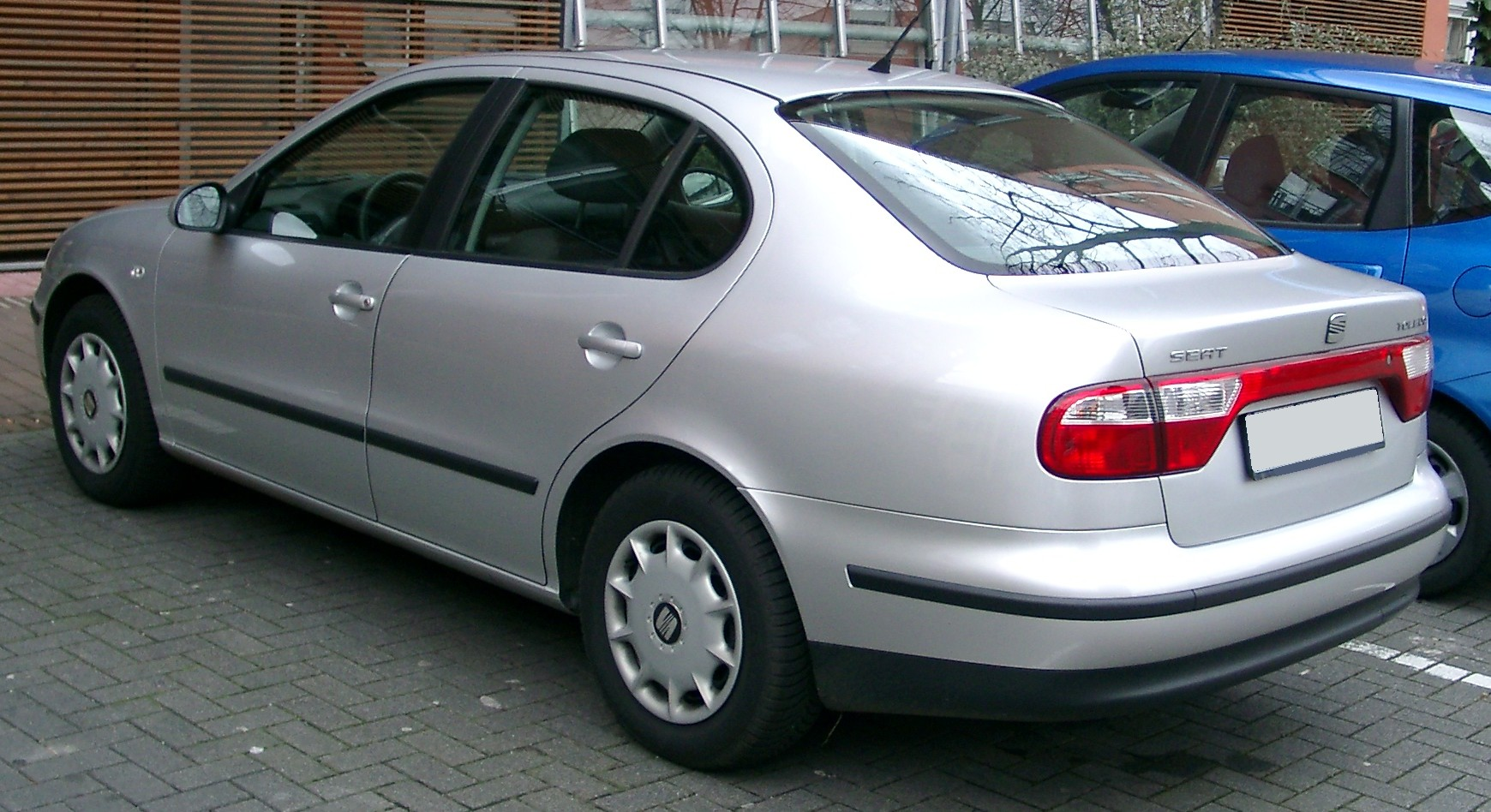
Seat Toledo II (1999–2004)

### Motory
| Model           | Kód motoru      | Počet válců     | Počet ventilů   | Ventilový rozvod | Vrtání × zdvih [mm] | Zdvihový objem [cm3] | Kompresní poměr | Příprava směsi  | Přeplňování     | Max. výkon [kW při ot./min] | Max. točivý moment [Nm při ot./min] |
| Zážehové motory | Zážehové motory | Zážehové motory | Zážehové motory | Zážehové motory  | Zážehové motory     | Zážehové motory      | Zážehové motory | Zážehové motory | Zážehové motory | Zážehové motory             | Zážehové motory                     |
| --------------- | --------------- | --------------- | --------------- | ---------------- | ------------------- | -------------------- | --------------- | --------------- | --------------- | --------------------------- | ----------------------------------- |
| 1,4 16V         | AHW             | R4              | 16V             | DOHC             | 76,5 × 75,6         | 1390                 | 10,5:1          | MPI             | ne              | 55 (75) při 5000            | 126 při 3800                        |
| 1,4 16V         | AXP             | R4              | 16V             | DOHC             | 76,5 × 75,6         | 1390                 | 10,5:1          | MPI             | ne              | 55 (75) při 5000            | 126 při 3800                        |
| 1,6 MPI         | AEH             | R4              | 8V              | SOHC             | 81,0 × 77,4         | 1595                 | 10,3:1          | MPI             | ne              | 74 (100) při 5600           | 145 při 3800                        |
| 1,6 MPI         | AKL             | R4              | 8V              | SOHC             | 81,0 × 77,4         | 1595                 | 10,3:1          | MPI             | ne              | 74 (100) při 5600           | 145 při 3800                        |
| 1,6 MPI         | APF             | R4              | 8V              | SOHC             | 81,0 × 77,4         | 1595                 | 10,3:1          | MPI             | ne              | 74 (100) při 5600           | 145 při 3800                        |
| 1,6 16V         | AUS             | R4              | 16V             | DOHC             | 76,5 × 86,9         | 1598                 | 12,0:1          | MPI             | ne              | 77 (105) při 5700           | 148 při 4500                        |
| 1,6 16V         | AZD             | R4              | 16V             | DOHC             | 76,5 × 86,9         | 1598                 | 12,0:1          | MPI             | ne              | 77 (105) při 5700           | 148 při 4500                        |
| 1,6 16V         | BCB             | R4              | 16V             | DOHC             | 76,5 × 86,9         | 1598                 | 12,0:1          | MPI             | ne              | 77 (105) při 5700           | 148 při 4500                        |
| 1,8 20V         | AGN             | R4              | 20V             | DOHC             | 81,0 × 86,4         | 1781                 | 10,3:1          | MPI             | ne              | 92 (125) při 6000           | 170 při 4200                        |
| 1,8 20V         | APG             | R4              | 20V             | DOHC             | 81,0 × 86,4         | 1781                 | 10,3:1          | MPI             | ne              | 92 (125) při 6000           | 170 při 4200                        |
| 1,8 20V turbo   | AUQ             | R4              | 20V             | DOHC             | 81,0 × 86,4         | 1781                 | 9,5:1           | MPI             | T, IC           | 132 (180) při 5500          | 235 při 1950–5000                   |
| 2,3 V5          | AGZ             | VR5             | 10V             | 2 × SOHC         | 81,0 × 90,2         | 2324                 | 10,1:1          | MPI             | ne              | 110 (150) při 6000          | 205 při 3200                        |
| 2,3 V5 20V      | AQN             | VR5             | 20V             | 2 × DOHC         | 81,0 × 90,2         | 2324                 | 10,8:1          | MPI             | ne              | 125 (170) při 6000          | 225 při 3500                        |
| Vznětové motory |                 |                 |                 |                  |                     |                      |                 |                 |                 |                             |                                     |
| 1,9 TDI         | AGR             | R4              | 8V              | SOHC             | 75,5 × 95,5         | 1896                 | 19,5:1          | DI–VEP          | T, IC           | 66 (90) při 3750            | 210 při 1900                        |
| 1,9 TDI         | ALH             | R4              | 8V              | SOHC             | 75,5 × 95,5         | 1896                 | 19,5:1          | DI–VEP          | VGT, IC         | 66 (90) při 3750            | 210 při 1900                        |
| 1,9 TDI         | AHF             | R4              | 8V              | SOHC             | 75,5 × 95,5         | 1896                 | 19,5:1          | DI–VEP          | VGT, IC         | 81 (110) při 4150           | 235 při 1900                        |
| 1,9 TDI         | ASV             | R4              | 8V              | SOHC             | 75,5 × 95,5         | 1896                 | 19,5:1          | DI–VEP          | VGT, IC         | 81 (110) při 4150           | 235 při 1900                        |
| 1,9 TDI         | ASZ             | R4              | 8V              | SOHC             | 75,5 × 95,5         | 1896                 | 19,0:1          | DI–PD           | VGT, IC         | 96 (130) při 4000           | 310 při 1900                        |
| 1,9 TDI         | ARL             | R4              | 8V              | SOHC             | 75,5 × 95,5         | 1896                 | 18,5:1          | DI–PD           | VGT, IC         | 110 (150) při 4000          | 320 při 1900                        |

## Mk3 (Typ 5P, 2004–2009)

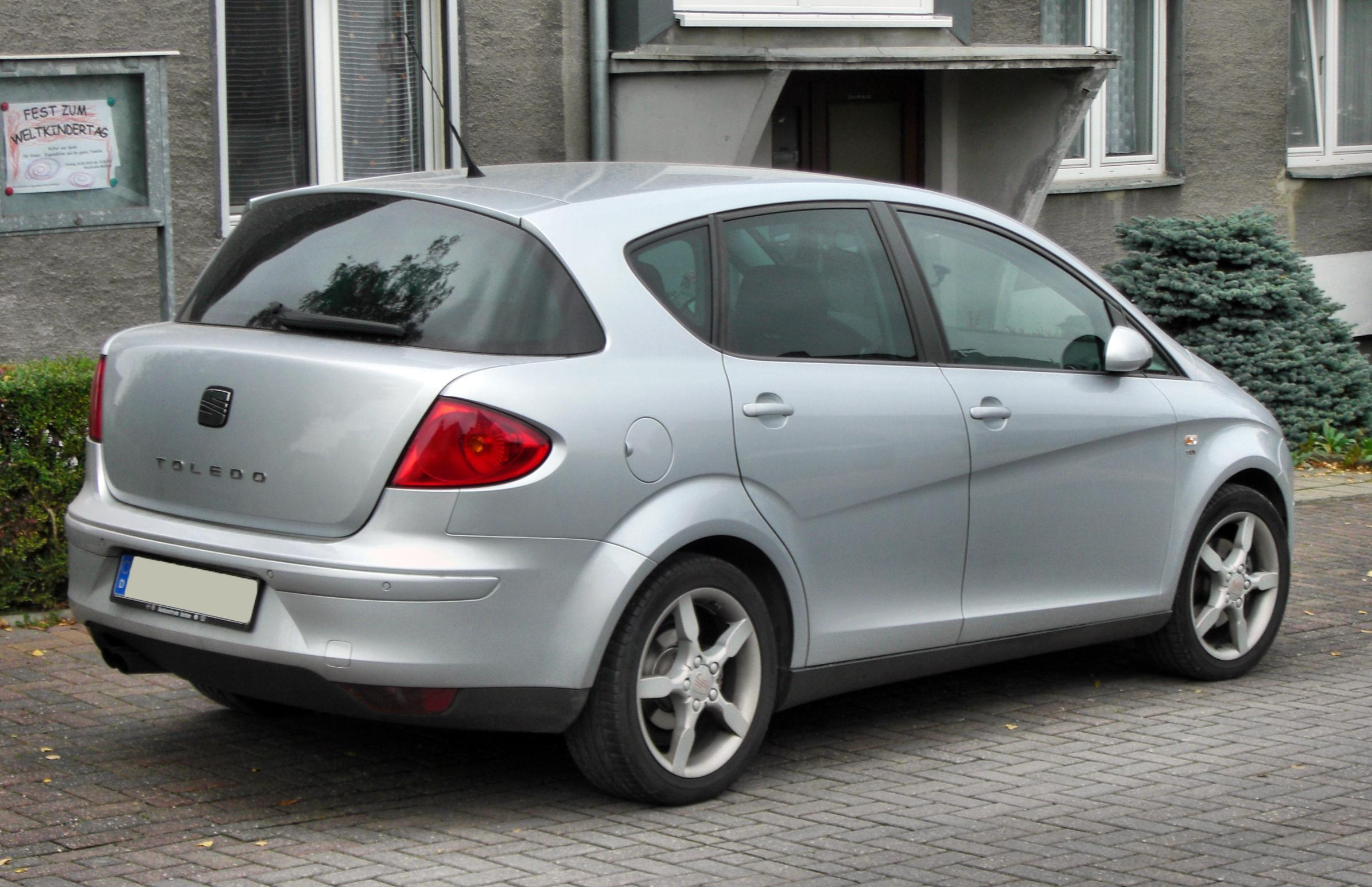
třetí generace

Vyráběla se v letech 2004–2009 jako crossover (neboli kříženec) mezi typy karoserií pětidveřový hatchback a MPV. Design, který vytvořil Walter de Silva, vychází z MPV Altea. Zlí jazykové tvrdí, že toledo třetí generace je křížencem Seatu Altea a Renaultu Vel Satis, který má též na zádi podobný „zásek“. V létě roku 2009 Seat výrobu třetí generace toleda v tichosti ukončil. Na dotazy, proč tak učinil, odpověděl pouze údaji o počtech vyrobených kusů – v roce 2006 jen 7.940 kusů, v roce 2007 to bylo 4.744 ks a 2008 5.484 ks – ze kterých opravdu vyplývá prodejní nezájem. Roli manažerského vozu neoficiálně převzal u SEATu model Exeo.

### Motory

#### Zážehové
- 1.6L I4 75 kW (102 PS)
- 1.8L I4 118 kW (160 PS) TSI
- 2.0L I4 110 kW (150 PS) FSI

#### Vznětové
- 1.9L I4 77 kW (105 PS) TDI
- 2.0L I4 100 kW (136 PS) TDI
- 2.0L I4 103 kW (140 PS) TDI
- 2.0L I4 125 kW (170 PS) TDI

### Rozměry
- Rozvor – 2580 mm (101.6 in)
- Délka – 4460 mm (175.6 in)
- Výška – 1570 mm (61.8 in)
- Šířka – 1770 mm (69.7 in)

## Mk4 (Typ NH 2012–2019)

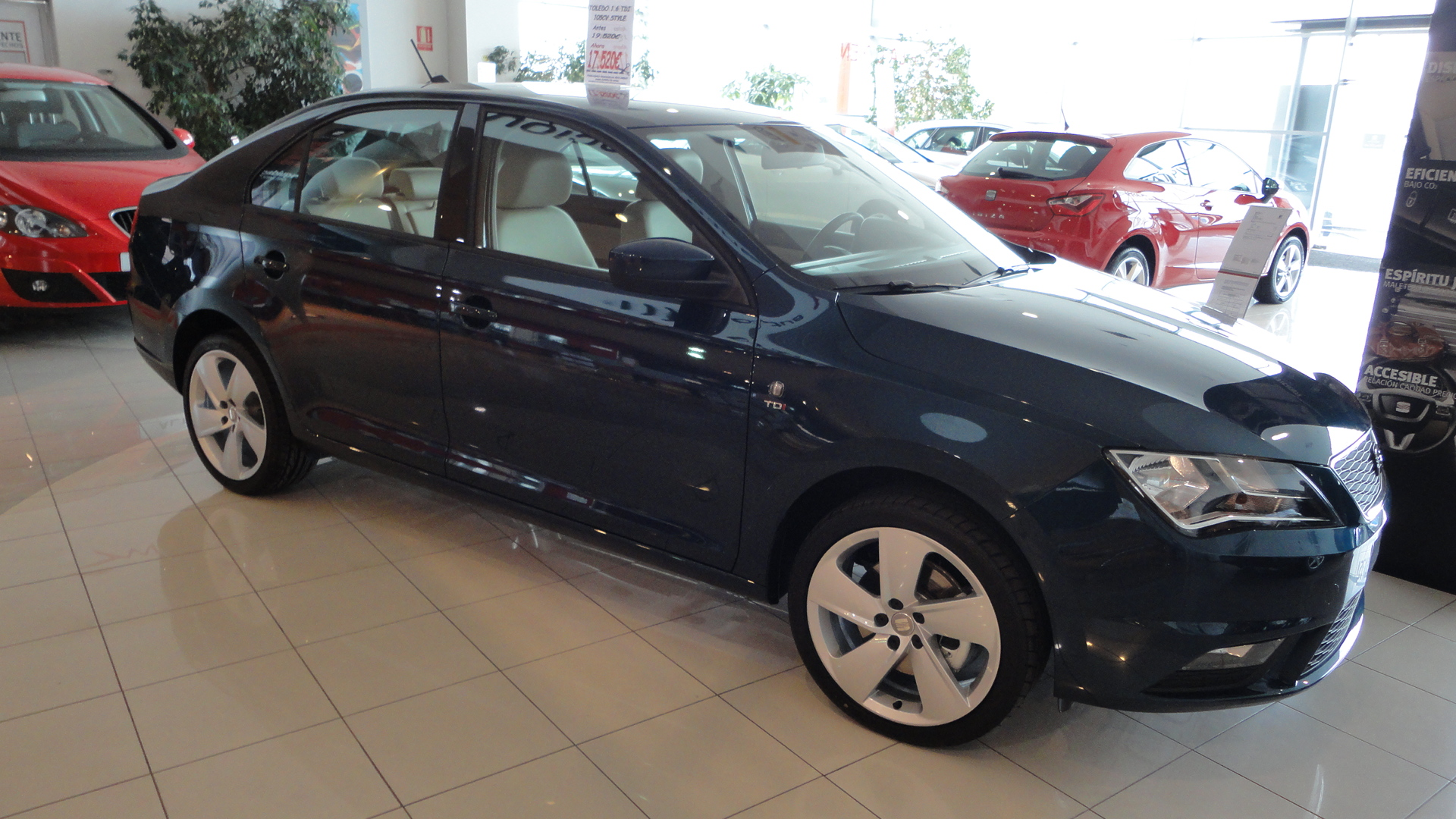
4 generace

Čtvrtá generace Toleda je sesterský model Škody Rapid (Europa).
- Délka – 4482 mm
- Šířka – 1706 mm
- Výška – 1461 mm
- Rozvor – 2602 mm
- Zavazadlový prostor – 0,550/1,490 m³
- Nejvyšší rychlost – 206 km/h
- Zrychlení 0–100 – 9,5 sekundy
- Spotřeba na 100 km – 5,5 l